# Giuseppe Serra (Altphilologe)
Giuseppe Serra (* 23. April 1937) ist ein italienischer Altphilologe und Arabist und emeritierter Professor der Universität Padua.
Auf dem Gebiet der Gräzistik hat Serra zur griechischen Tragödie (Sophokles, Ödipus auf Kolonos) und zum Staat der Athener des Pseudo-Xenophon, zu Heraklit und zu Epikur gearbeitet.
Auf dem Gebiet der Graeco-Arabica hat Serra sich mit der Rezeption der griechischen in der arabischen Philosophie und Wissenschaft (Aristoteles: De caelo, De generatione et corruptione, Alexander von Aphrodisias) sowie mit der arabischen Rezeption der Poetik des Aristoteles beschäftigt.

## Schriften (Auswahl)
Graeca
- La forza e il valore. Capitoli sulla costituzione degli Ateniesi dello pseudo-Senofonte. L'Erma di Bretschneider, Rom 1979
- La costituzione degli Ateniesi dello Pseudo-Senofonte. Testo et traduzione a cura di Giuseppe Serra. "L'Erma" di Bretschneider, Rom 1979
- Eraclito, I frammenti e le testimonianze. Testo critico e traduzione di Carlo Diano, commento di Carlo Diano e Giuseppe Serra. Fondazione L. Valla, Mailand 1980.
- Epicuro, Scritti morali: Lettera a Meneceo, Massime capitali, Sentenze e frammenti, Lettere, Testamento. Introduzione e traduzione di Carlo Diano. Edizione a cura di Giuseppe Serra. Rizzoli Libri, Mailand 1991.
- Edipo e la peste. Politica e tragedia nell'Edipo re. Marsilio, Venedig 1994.

Graeco-Araba
- Aristotele e Alessandro di Afrodisia nella tradizione araba. Atti del Colloquio "La ricezione araba ed ebraica della filosofia e della scienza greche", Padova, 14-15 maggio 1999. A cura di Cristina D’Ancona e Giuseppe Serra. Il Poligrafo, Padova 2002, Inhaltsverzeichnis
- Da 'tragedia' e 'commedia' a 'lode' e 'biasimo' Letture arabe della Poetica. Metzler, Stuttgart 2002
- Aristotele, De generatione et corruptione, Semitico-Latinus, in: Symposium Graeco-Arabicum 2: Bochum 3.–5. März, 1987. Grüner, Amsterdam 1989, 202–203, (online)
- Presunte tracce d'Islam nella traduzione araba del De caelo. L'erma di Bretschneider, Rom 1974
- Note sulla traduzione arabo-latina del "de generatione et corruptione" di Aristotele. In: Giornale Critico Della Filosofia Italiana 52, 1973, 383–427